# Dalinetopia
Dalinetopia is een studioalbum van Edgar Froese. 

## Inleiding
Froese behoorde in de jaren 60 tot de alternatieve musici/kunstenaars in Duitsland. In die hoedanigheid had hij in 1967 een ontmoeting met Salvador Dalí in het Spaanse Port Lligat. Deze ontmoeting inspireerde hem 37 jaar later tot het maken van dit album. Het is opgenomen in zijn eigen geluidsstudio in Wenen. Als geluidstechnicus trad op Thorsten Quaeschning, later ook soloartiest binnen de elektronische muziek en dan ook lid van Froeses muziekgroep Tangerine Dream.
Het was het eerste album dat werd uitgebracht door het eigen platenlabel van Tangerine Dream en Froese, Eastgate genaamd. De platenhoes was van Froese zelf, die het had ontworpen voor het nooit verschenen album Picdalgoya van Tangerine Dream. In plaats van de muziek te wijden aan Pablo Picasso, Salvator Dalí én Francisco Goya werd het dus Dalí alleen.   

## Musici
- Edgar Froese – gitaar, synthesizer, elektonica

## Muziek
| Nr. | Titel        | Duur |
| --- | ------------ | ---- |
| 1.  | Daleroshima  | 6:48 |
| 2.  | Dalozapata   | 5:20 |
| 3.  | Dalamuerte   | 5:27 |
| 4.  | Dalerotica   | 6:58 |
| 5.  | Daliesquador | 5:57 |
| 6.  | Daluminacion | 9:24 |
| 7.  | Dalagalor    | 6:54 |
| 8.  | Daluna       | 7:14 |
| 9.  | Dalysisiphus | 7:48 |
| 10. | Dalinetopia  | 7:49 |

## Nasleep
In 2020 volgde een heruitgave via het speciaal voor elektronische muziek opgerichte Esoteric Reactive, onderdeel van Esoteric Recordings. Die release viel toen samen met de tentoonstelling Zeitraffer omtrent Tangerine Dream, gehouden in het Barbican Centre
Uitgave en heruitgave werden maar matig ontvangen binnen de niche rondom Tangerine Dream. De periode rond 2000 werd door vele fans gezien als een zwakke periode van band en Froese; TD probeerde met de tijd mee te gaan, maar dat wilden de fans liever niet. Mark Jenkins stelde dat het typische elektronische muziek van rond 2000 is; het haalde het niet bij de eerdere Froese soloalbums.